# Esplanade (Grenoble)
L'Esplanade de Grenoble, répertoriée sur certains plans de la ville sous le simple nom d'Esplanade, de boulevard de l'Esplanade et même quelquefois de parking de l'Esplanade est un lieu de la ville de Grenoble, se présentant sous la forme d'une place. 

## Situation et accès
Située dans la partie septentrionale de la ville, l'Esplanade est positionnée sur la rive droite de l'Isère, au nord du pont de la Porte de France, entre le quai de France dont il marque l'aboutissement et la RN 481 qui correspond à une ancienne section de l'A48 et qui permet de rejoindre cette autoroute en direction de Lyon. 
Ce lieu est également longé dans sa partie est par la route de Lyon (mais dont elle est séparée par des constructions) dont une bifurcation permet de rejoindre la RN 481.
Cette vaste place, positionnée à proximité des quais de l'Isère, face à la Porte de France et non loin de l'entrée principale du jardin des Dauphins, est accessible aux passants depuis n'importe quel point de la ville.
Le site actuel est partiellement utilisé en parking mais il accueille, de façon régulière depuis 1934, la fête foraine annuelle de la Foire des Rameaux. Il est également l'objet d'un important projet urbain de la part de l'actuelle municipalité qui désire y créer un espace plus convivial rattaché au centre-ville.
Transports publics
Depuis le 27 juin 2014, date de l'ouverture de la ligne, ce lieu, et notamment son parking, est longée par la ligne E du réseau de tramway de l'agglomération grenobloise. Les stations les plus proches se dénomment Annie Fratellini - Esplanade, au sud et Casamaures - Village, au nord.

## Historique

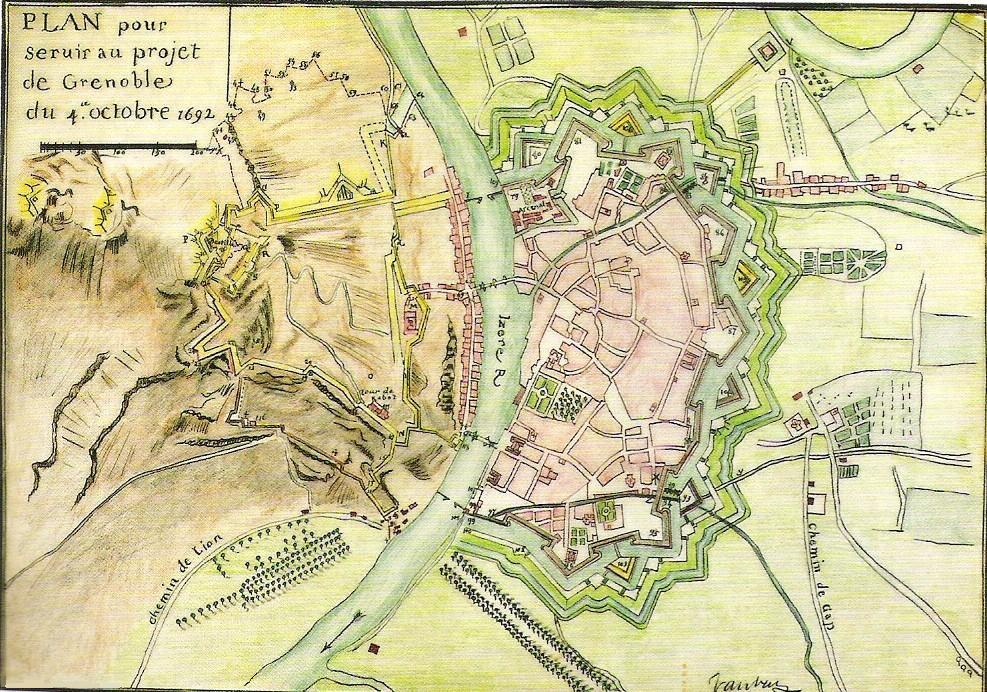
L'Esplanade est représentée, bordée d'arbres, sur ce plan de Grenoble datant de 1692

Mentionnée par Yves Morin, auteur d'un Guide d’architecture et d’urbanisme de Grenoble, publié en 1990, le site a été créé, en 1596, par François de Bonne de Lesdiguières, futur connétable de France et alors, gouverneur de la province royale du Dauphiné, à la suite de la création d’un passage circulable au pied de la colline de la Bastille, alors enrochée jusqu'à l'Isère.
 Le lieu, aménagé en tant que véritable esplanade est lié à l'agrandissement de l’enceinte de Grenoble, le 7 février 1656 par le duc de Bonne de Créqui, successeur de Lesdiguières, qui acheta à la cité de Saint Martin le Vinoux, un vaste terrain marécageux situé entre l’actuelle route de Lyon et le bord de l’Isère, en dehors des remparts et de la Porte de France, d’une superficie de « 6 settiers – 200 toises ». Ce grand quadrilatère avait, à l’origine, une destination militaire en servant de glacis de protection, en cas d’attaque mais aussi de terrain d’exercice en temps de paix et de promenade.
C'est sur ce site qu'en 1816 furent fusillés les vingt-et-un complices de Jean-Paul Didier, instigateur de la conspiration contre le gouvernement de la Restauration, lui-même, étant exécuté, place Grenette.
Vers la fin du XIXe siècle, des compétitions cyclistes ainsi que des courses hippiques seront organisées sur l’esplanade. En 1874, à la suite d'un décret, la ville de Grenoble annexe la zone de la Porte de France et de l’Esplanade au détriment de la commune voisine de Saint-Martin-le-Vinoux.
En décembre 2022, à l'occasion de fouilles archéologiques, liées à des travaux d'aménagement, des vestiges datant du XVIe siècle ont été découverts dans la partie de l'esplanade proche de la station de tramway Annie Fratellini - Esplanade. Il s'agit probablement d'un ancien bâtiment religieux et plus précisément d'une chapelle.

## Description

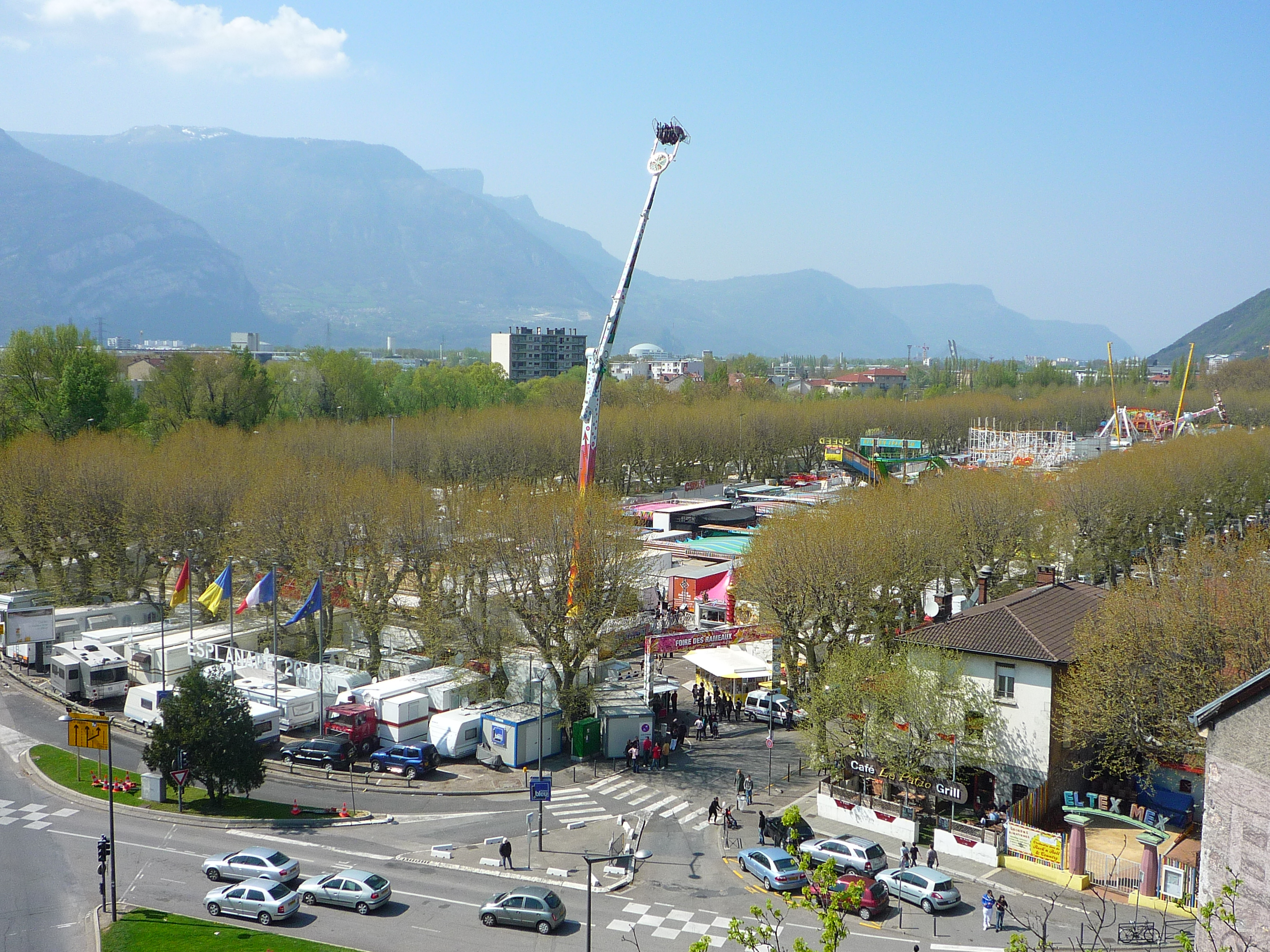
La Foire des Rameaux en 2010

L'Esplanade de Grenoble se présente sous la forme d'un vaste quadrialtère, bordée d'arbres, située entre les berges de l'Isère (bordée une voie routière) à l'ouest et au sud, le boulevard de l'Esplanade et ses immeubles, à l'est et la commune de Saint-Martin-le-Vinoux, au nord. Durant une grande partie de l'année, elle est utilisée comme un vaste parking mais elle peut accueillir des manifestations telles que le festival international du cirque de Grenoble et l'actuelle Foire des Rameaux, chaque durant la période des vacances de Pâques. Le site est alors entièrement occupé par des attractions foraines, ouvertes à tous les visiteurs.
Selon Espla'Mag, une lettre d'information de la ville de Grenoble envoyé au habitants du quartier, La Grande Esplanade (partie la plus important du site) est la plus grande place publique de Grenoble Alpes-Métropole. Avec ses 2,5ha (350 x 70 m — en ôtant l'emprise de la ligne de tramway), sa taille est comparable à d’autres grandes places européennes telles que la Place Saint-Pierre au Vatican (196 x 148m) et Trafalgar Square à Londres : (110 x 110m).

## Projet de réaménagement
Considérée comme un espace décrit comme un futur « îlot de fraîcheur », dispositif d'aménagement urbain que la Ville de Grenoble veut déployer au cours des prochaines années, la grande Esplanade devrait devenir dès 2023, un nouvel espace paysager qualifié de « majeur » à l'entrée de la ville. En février 2021, le conseil municipal avait approuvé la première phase des travaux, qui vise à végétaliser l'espace central de ce lieu.

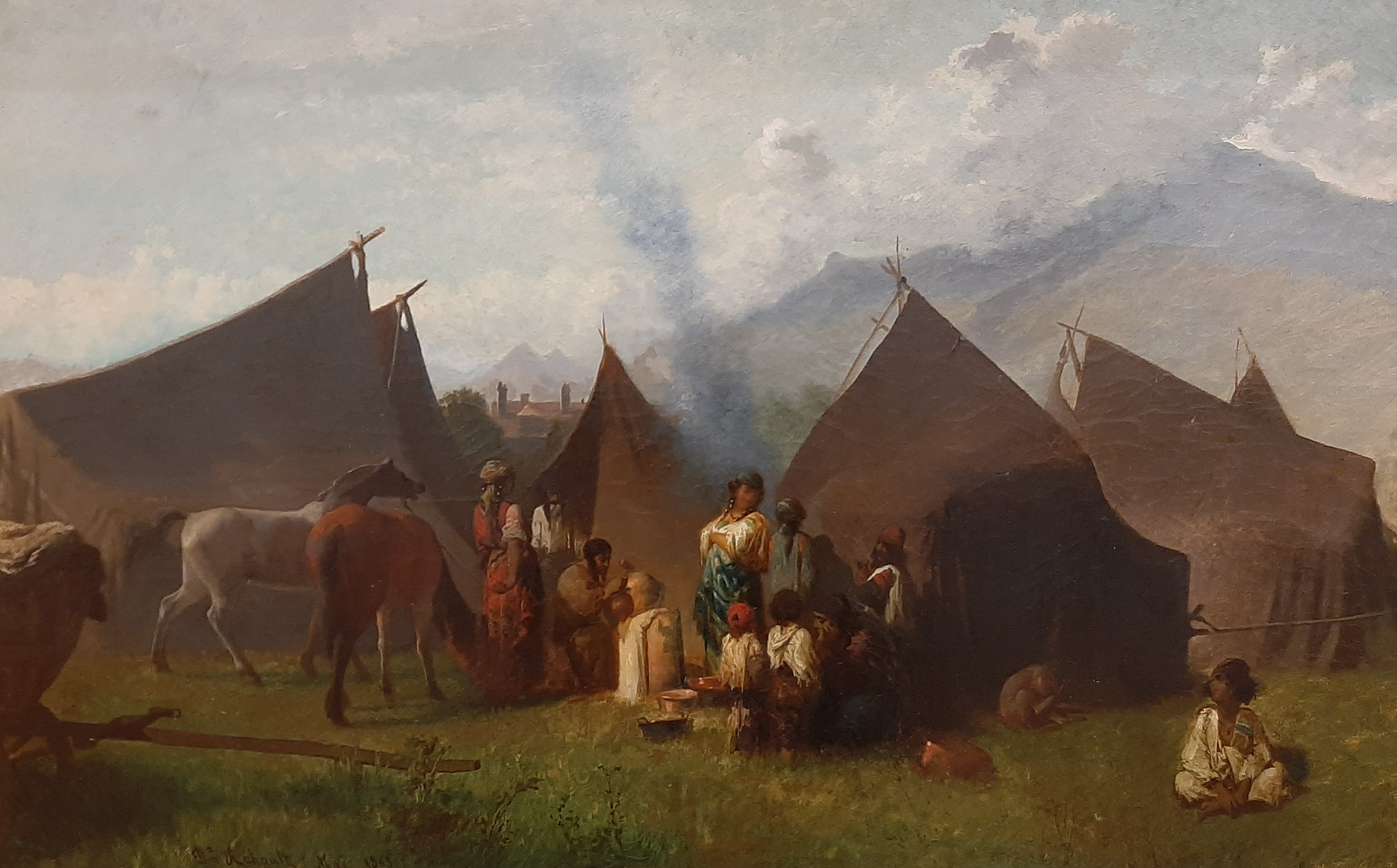
Tableau Campements de bohémiens à l'Esplanade devant la Porte de France

## Dans les arts

### Peinture
Le site de l'Esplanade est l'objet d'un tableau de Diodore Rahoult, dénommé Campements de bohémiens à l'Esplanade devant la Porte de France, peint en 1868 et exposé au Musée de Grenoble.

### Sculpture
Située à l'entrée de l'Esplanade, depuis la RN 481, en entrée de Grenoble, la Colonne olympique dite ouverture dans l'espace, installée en 1967 est l'œuvre de Morice Lipsi.